# P.A. Petersen
Peter Anton Petersen (født 28. juni 1834 på Isgård, død 20. december 1898 i København) var en dansk overretsprokurator og byggematador.
Petersen var søn af proprietær Niels Pedersen og Madsine f. Arvad. Hans far havde som fattig husmandssøn tjent sig op fra bunden, bl.a. i kraft af dygtige handelsevner og en velhavende svigerfar, og endte som en stor og berømt jordbesidder. Han købte og solgte en række gårde, bl.a. købte han Isgård nær Ebeltoft, hvor Petersen blev født og voksede op, og blev kendt under navnet "Greve-Niels". Den unge Petersen skulle vise sig ligeledes at have talent for ejendomshandel, men han udså et andet og langt mere gunstigt marked i København, som hen mod slutningen af 1800-tallet oplevede en voldsom ekspansion uden betydelige former for kontrol. Her blev han efter sin juridske embedseksamen beskikket som overretsprokurator, men altid lå forretningslivet ham nærmest snarere end rene juridske anliggender. Han opkøbte og opførte store lejlighedskomplekser, særligt i Brokvartererne, som han siden lod udleje eller solgte til høje priser uden særlig skelen til byggeriets kvalitet og sine samarbejdspartneres rettigheder. Dette fortagende sikrede ham fra 1880'erne til sin død en plads blandt de største skatteydere i København. Han efterlod således ved sin død i 1898 en millionformue, som flere parter gennem rettergang siden gjorde krav på, da de mente sig snydt af Petersens forretningsmetoder. 
Retten besluttede imidlertid, at Petersens arv skulle tilfalde hans arvinger, hvilket store dele af den offtenlige opinion fordømmer. Bl.a. skriver Social-Demokraten i 1903: Petersens arvinger kan jo ikke gøre for, at den afdøde Overretsprokurator har bjærget sit Mammon ved uhæderlige Midler. Men de vilde unægtelig have staaet i et bedre Lys, om de havde fralagt dem enhver Andel i de store Summer [...] og dersom de dermed havde skaanet deres Faders Eftermæle noget mere. Petersen fik med sin hustru, Louise Dorothea Julie f. Klein, ni børn, deriblandt Niels Brane og Anthon Petersen, som begge var overretssagfører. Tre søstre giftede sig henholdsvis med grosserer Joseph Herforth, overretssagfører Christian Hjelm Herforth og kreditforeningsdirektør Carl Herforth, alle tre sønner af overretsprokurator Christian Herforth.